# Serie A (Italia) 2022-23
La Serie A 2022-23 fue la nonagésima primera edición de la máxima competición futbolística de Italia, desde su creación en 1929.
Un total de 20 equipos participaron en la competición, incluyendo 17 equipos de la temporada anterior y 3 provenientes de la Serie B 2021-22.
Esta temporada fue la segunda de la Serie A donde se empleó un calendario asimétrico, al igual que sucede en las ligas de Inglaterra, Francia y España. Esto significa que el orden de los partidos de la primera vuelta no coincidió con el de la segunda.
Se consagró campeón el Napoli, logrando su tercer título y rompiendo una racha de 33 años sin lograrlo. Asimismo, terminó una racha de 21 años en la que alguno de los 3 grandes (Milan, Inter y Juventus) ganó el título; desde el campeonato de la Roma en 2001.

## Relevos
| Pos. | a Serie B       |
| ---- | --------------- |
| 18.º | Cagliari Calcio |
| 19.º | Genoa C. F. C   |
| 20.º | Venezia F. C.   |

| Pos. | a Serie A       |
| ---- | --------------- |
| 1.º  | U. S. Lecce     |
| 2.º  | U. S. Cremonese |
| Pro. | A. C. Monza     |

## Información de los equipos
| Equipo        | Ciudad    | Estadio                             | Capacidad | Entrenador           | Capitán                 | Proveedor   | Patrocinador        |
| ------------- | --------- | ----------------------------------- | --------- | -------------------- | ----------------------- | ----------- | ------------------- |
| Atalanta      | Bérgamo   | Gewiss Stadium                      | 21 300    | Gian Piero Gasperini | Rafael Tolói            | Joma        | Plus500             |
| Bologna       | Bolonia   | Renato Dall'Ara                     | 36 462    | Thiago Motta         | Roberto Soriano         | Macron      | Cazoo               |
| Cremonese     | Cremona   | Giovanni Zini                       | 16 003    | Davide Ballardini    | Matteo Bianchetti       | Acerbis     |                     |
| Empoli        | Empoli    | Carlo Castellani                    | 16 800    | Paolo Zanetti        | Filippo Bandinelli      | Kappa       | Computer Gross      |
| Fiorentina    | Florencia | Artemio Franchi                     | 47 300    | Vincenzo Italiano    | Cristiano Biraghi       | Kappa       | Mediacom            |
| Hellas Verona | Verona    | Marc'Antonio Bentegodi              | 39 211    | Marco Zaffaroni      | Miguel Veloso           | Macron      | Gruppo Sinergy      |
| Inter         | Milán     | Giuseppe Meazza                     | 80 018    | Simone Inzaghi       | Samir Handanović        | Nike        | DigitalBits         |
| Juventus      | Turín     | Allianz Stadium                     | 41 507    | Massimiliano Allegri | Leonardo Bonucci        | Adidas      | Jeep                |
| Lazio         | Roma      | Olímpico de Roma                    | 72 700    | Maurizio Sarri       | Ciro Immobile           | Mizuno      | Binance             |
| Lecce         | Lecce     | Via del Mare                        | 33 876    | Marco Baroni         | Morten Hjulmand         | M908        |                     |
| Milan         | Milán     | San Siro                            | 80 018    | Stefano Pioli        | Davide Calabria         | Puma        | Fly Emirates        |
| Monza         | Monza     | Brianteo                            | 18 568    | Raffaele Palladino   | Matteo Pessina          | Lotto       | Motorola            |
| Napoli        | Nápoles   | Diego Armando Maradona              | 54 726    | Luciano Spalletti    | Giovanni Di Lorenzo     | EA7         | Lete                |
| Roma          | Roma      | Olímpico de Roma                    | 72 700    | José Mourinho        | Lorenzo Pellegrini      | New Balance | DigitalBits         |
| Salernitana   | Salerno   | Arechi                              | 31 300    | Paulo Sousa          | Federico Fazio          | Zeus        | Gruppo Noviello     |
| Sampdoria     | Génova    | Luigi Ferraris                      | 36 599    | Dejan Stanković      | Fabio Quagliarella      | Macron      | Banca Ifis          |
| Sassuolo      | Sassuolo  | Mapei Stadium - Città del Tricolore | 23 717    | Alessio Dionisi      | Gian Marco Ferrari      | Puma        | Mapei               |
| Spezia        | Spezia    | Alberto Picco                       | 10 336    | Leonardo Semplici    | Emmanuel Gyasi          | Acerbis     | TEN Food & Beverage |
| Torino        | Turín     | Olímpico de Turín                   | 27 994    | Ivan Jurić           | Ricardo Rodríguez Araya | Joma        | Suzuki              |
| Udinese       | Údine     | Friuli                              | 25 000    | Andrea Sottil        | Roberto Pereyra         | Macron      | Dacia               |

### Cambios de entrenadores
| Equipo        | Entrenador (Jornadas)         | Fecha de vacante         | Tipo de salida                  | Posición en la tabla | Entrenador entrante  | Fecha de nombramiento    |
| ------------- | ----------------------------- | ------------------------ | ------------------------------- | -------------------- | -------------------- | ------------------------ |
| Bologna       | Siniša Mihajlović (1 - 5)     | 6 de septiembre de 2022  | Destituido                      | 16º                  | Luca Vigiani INT     | 10 de septiembre de 2022 |
| Bologna       | Luca Vigiani (6)              | 12 de septiembre de 2022 | Fin de interinidad              | 12º                  | Thiago Motta         | 12 de septiembre de 2022 |
| Monza         | Giovanni Stroppa (1 - 6)      | 13 de septiembre de 2022 | Destituido                      | 20º                  | Raffaele Palladino   | 13 de septiembre de 2022 |
| Sampdoria     | Marco Giampaolo (1 - 8)       | 3 de octubre de 2022     | Destituido                      | 20º                  | Dejan Stanković      | 6 de octubre de 2022     |
| Hellas Verona | Gabriele Cioffi (1 - 9)       | 11 de octubre de 2022    | Destituido                      | 18º                  | Salvatore Bocchetti  | 13 de octubre de 2022    |
| Hellas Verona | Salvatore Bocchetti (10 - 15) | 3 de diciembre de 2022   | Rebajado como asistente técnico | 20º                  | Marco Zaffaroni      | 3 de diciembre de 2022   |
| Cremonese     | Massimiliano Alvini (1 - 18)  | 14 de enero de 2023      | Destituido                      | 20º                  | Davide Ballardini    | 15 de enero de 2023      |
| Salernitana   | Davide Nicola (1 - 22)        | 15 de febrero de 2023    | Destituido                      | 16º                  | Paulo Sousa          | 15 de febrero de 2023    |
| Spezia        | Luca Gotti (1 - 22)           | 15 de febrero de 2023    | Destituido                      | 17º                  | Fabrizio Lorieri INT | 15 de febrero de 2023    |
| Spezia        | Fabrizio Lorieri INT (23)     | 23 de febrero de 2023    | Fin de interinidad              | 17º                  | Leonardo Semplici    | 23 de febrero de 2023    |

## Localización
| Región               | N.º | Equipos                                                                    |
| -------------------- | --- | -------------------------------------------------------------------------- |
| Lombardía            | 5   | A. C. Milan, A. C. Monza, Atalanta B. C., Inter de Milán y U. S. Cremonese |
| Campania             | 2   | S. S. C. Napoli y U. S. Salernitana 1919                                   |
| Emilia-Romaña        | 2   | F. C. Bologna y U. S. Sassuolo                                             |
| Lacio                | 2   | A. S. Roma y S. S. Lazio                                                   |
| Liguria              | 2   | U. C. Sampdoria y Spezia Calcio                                            |
| Piamonte             | 2   | Juventus F. C. y Torino F. C.                                              |
| Toscana              | 2   | A. C. F. Fiorentina y Empoli F. C.                                         |
| Apulia               | 1   | U. S. Lecce                                                                |
| Friuli-Venecia Julia | 1   | Udinese Calcio                                                             |
| Véneto               | 1   | Hellas Verona F. C.                                                        |

## Clasificación
| Pos. | Equipo         | Pts. | PJ | G  | E  | P  | GF | GC | Dif. | Clasificación 2023–24                           |
| ---- | -------------- | ---- | -- | -- | -- | -- | -- | -- | ---- | ----------------------------------------------- |
| 1    | Napoli (C)     | 90   | 38 | 28 | 6  | 4  | 77 | 28 | +49  | Fase de grupos de la Liga de Campeones          |
| 2    | Lazio          | 74   | 38 | 22 | 8  | 8  | 60 | 30 | +30  | Fase de grupos de la Liga de Campeones          |
| 3    | Inter de Milán | 72   | 38 | 23 | 3  | 12 | 71 | 42 | +29  | Fase de grupos de la Liga de Campeones          |
| 4    | Milan          | 70   | 38 | 20 | 10 | 8  | 64 | 43 | +21  | Fase de grupos de la Liga de Campeones          |
| 5    | Atalanta       | 64   | 38 | 19 | 7  | 12 | 66 | 48 | +18  | Fase de grupos de la Liga Europa                |
| 6    | Roma           | 63   | 38 | 18 | 9  | 11 | 50 | 38 | +12  | Fase de grupos de la Liga Europa                |
| 7    | Juventus       | 62   | 38 | 22 | 6  | 10 | 56 | 33 | +23  |                                                 |
| 8    | Fiorentina     | 56   | 38 | 15 | 11 | 12 | 53 | 43 | +10  | Ronda de Play-Off de la Liga Europa Conferencia |
| 9    | Bologna        | 54   | 38 | 14 | 12 | 12 | 53 | 49 | +4   |                                                 |
| 10   | Torino         | 53   | 38 | 14 | 11 | 13 | 42 | 41 | +1   |                                                 |
| 11   | Monza          | 52   | 38 | 14 | 10 | 14 | 48 | 52 | −4   |                                                 |
| 12   | Udinese        | 46   | 38 | 11 | 13 | 14 | 47 | 48 | −1   |                                                 |
| 13   | Sassuolo       | 45   | 38 | 12 | 9  | 17 | 47 | 61 | −14  |                                                 |
| 14   | Empoli         | 43   | 38 | 10 | 13 | 15 | 37 | 49 | −12  |                                                 |
| 15   | Salernitana    | 42   | 38 | 9  | 15 | 14 | 48 | 62 | −14  |                                                 |
| 16   | Lecce          | 36   | 38 | 8  | 12 | 18 | 33 | 46 | −13  |                                                 |
| 17   | Hellas Verona  | 31   | 38 | 7  | 10 | 21 | 31 | 59 | −28  | Desempate para definir descenso de categoría    |
| 18   | Spezia (D)     | 31   | 38 | 6  | 13 | 19 | 31 | 62 | −31  | Desempate para definir descenso de categoría    |
| 19   | Cremonese (D)  | 27   | 38 | 5  | 12 | 21 | 36 | 69 | −33  | Descenso a la Serie B                           |
| 20   | Sampdoria (D)  | 19   | 38 | 3  | 10 | 25 | 24 | 71 | −47  | Descenso a la Serie B                           |

 Fuente: Serie A
Criterios de clasificación: Puntos · Desempate por campeonato o descenso · Enfrentamientos directos · Diferencia de goles en enfrentamientos directos · Diferencia de goles · Goles a favor · Sorteo.
Notas:
1. ↑  La plaza de Liga Europa reservada al Inter de Milán como campeón de la Copa Italia se le otorgó al sexto clasificado de la Liga, dado que el propio Inter de Milán está clasificado a la Liga de Campeones, siendo la séptima posición de la tabla la que dio acceso a disputar la Liga Conferencia desde la ronda de playoff.
2. ↑  La Juventus fue sancionada con la pérdida de 15 puntos por irregularidades en sus estados financieros, respecto a los traspasos de las últimas tres temporadas.[35] El 20 de abril, el Tribunal Federal de Apelaciones suspendió temporalmente la sanción tras la apelación de la Juventus, por lo que el club recuperó los 15 puntos retirados hasta que se emitiera un nuevo veredicto por parte de la corte.[36] Finalmente, el 22 de mayo, la FIGC decidió penalizar a la Juventus con la resta de 10 puntos.[37]
3. ↑  El séptimo clasificado de la Serie A 2022-23, Juventus, fue descalificado de la Liga Conferencia de la UEFA 2023-24 por el Caso Plusvalías. Como resultado, su lugar fue ocupado por la Fiorentina, octavo clasificado.

|                                     |
|                                     |
| Campeón S. S. C. Napoli 3.er título |

### Evolución de la clasificación
| Equipo         | 01 | 02 | 03 | 04 | 05 | 06 | 07 | 08 | 09 | 10 | 11 | 12 | 13 | 14 | 15 | 16 | 17 | 18 | 19 | 20 | 21 | 22 | 23 | 24 | 25 | 26 | 27 | 28 | 29 | 30 | 31 | 32 | 33 | 34 | 35 | 36 | 37 | 38 |
| -------------- | -- | -- | -- | -- | -- | -- | -- | -- | -- | -- | -- | -- | -- | -- | -- | -- | -- | -- | -- | -- | -- | -- | -- | -- | -- | -- | -- | -- | -- | -- | -- | -- | -- | -- | -- | -- | -- | -- |
| Napoli         | 1  | 1  | 1  | 4  | 2  | 1  | 1  | 1  | 1  | 1  | 1  | 1  | 1  | 1  | 1  | 1  | 1  | 1  | 1  | 1  | 1  | 1  | 1  | 1  | 1  | 1  | 1  | 1  | 1  | 1  | 1  | 1  | 1  | 1  | 1  | 1  | 1  | 1  |
| Lazio          | 7  | 8  | 3  | 7  | 9  | 7  | 4  | 4  | 3  | 5  | 3  | 5  | 3  | 2  | 4  | 5  | 5  | 5  | 3  | 3  | 4  | 6  | 5  | 4  | 3  | 3  | 2  | 2  | 2  | 2  | 2  | 2  | 2  | 3  | 4  | 2  | 2  | 2  |
| Inter de Milán | 6  | 2  | 7  | 3  | 8  | 6  | 7  | 9  | 7  | 7  | 7  | 6  | 7  | 5  | 5  | 4  | 4  | 4  | 4  | 2  | 2  | 2  | 2  | 2  | 2  | 2  | 3  | 4  | 5  | 6  | 6  | 4  | 4  | 4  | 3  | 3  | 3  | 3  |
| Milan          | 3  | 5  | 2  | 6  | 3  | 3  | 5  | 5  | 5  | 3  | 2  | 3  | 2  | 3  | 2  | 2  | 2  | 2  | 2  | 5  | 6  | 5  | 4  | 3  | 5  | 4  | 4  | 3  | 4  | 5  | 4  | 5  | 6  | 5  | 5  | 4  | 4  | 4  |
| Atalanta       | 4  | 6  | 4  | 1  | 1  | 2  | 2  | 2  | 2  | 2  | 4  | 2  | 4  | 6  | 6  | 7  | 6  | 6  | 6  | 4  | 5  | 3  | 6  | 6  | 6  | 6  | 6  | 6  | 6  | 7  | 7  | 7  | 5  | 6  | 7  | 5  | 5  | 5  |
| Roma           | 9  | 3  | 6  | 2  | 5  | 5  | 6  | 6  | 6  | 4  | 5  | 4  | 6  | 7  | 7  | 6  | 7  | 7  | 5  | 6  | 3  | 4  | 3  | 5  | 4  | 5  | 5  | 5  | 3  | 4  | 5  | 6  | 7  | 7  | 6  | 6  | 6  | 6  |
| Juventus       | 2  | 4  | 8  | 5  | 7  | 8  | 8  | 7  | 8  | 8  | 8  | 7  | 5  | 4  | 3  | 3  | 3  | 3  | 10 | 13 | 10 | 9  | 7  | 7  | 7  | 7  | 7  | 7  | 7  | 3  | 3  | 3  | 3  | 2  | 2  | 7  | 7  | 7  |
| Fiorentina     | 5  | 7  | 9  | 11 | 11 | 11 | 10 | 11 | 13 | 13 | 14 | 13 | 11 | 10 | 10 | 10 | 9  | 10 | 11 | 12 | 13 | 14 | 14 | 12 | 12 | 11 | 9  | 8  | 9  | 9  | 10 | 9  | 8  | 8  | 8  | 11 | 9  | 8  |
| Bologna        | 12 | 12 | 16 | 16 | 16 | 12 | 16 | 17 | 17 | 17 | 13 | 12 | 12 | 13 | 11 | 11 | 12 | 11 | 12 | 9  | 9  | 11 | 8  | 8  | 8  | 9  | 10 | 9  | 8  | 8  | 8  | 8  | 9  | 10 | 11 | 9  | 11 | 9  |
| Torino         | 8  | 9  | 5  | 8  | 6  | 9  | 9  | 10 | 10 | 11 | 10 | 9  | 10 | 9  | 9  | 9  | 10 | 9  | 8  | 8  | 7  | 8  | 9  | 10 | 9  | 8  | 11 | 11 | 11 | 11 | 11 | 12 | 11 | 12 | 10 | 10 | 8  | 10 |
| Monza          | 14 | 20 | 20 | 20 | 20 | 20 | 18 | 16 | 12 | 14 | 15 | 15 | 15 | 15 | 14 | 15 | 15 | 13 | 13 | 11 | 11 | 10 | 11 | 11 | 11 | 12 | 13 | 13 | 13 | 13 | 12 | 10 | 10 | 11 | 9  | 8  | 10 | 11 |
| Udinese        | 17 | 15 | 11 | 9  | 4  | 4  | 3  | 3  | 4  | 6  | 6  | 8  | 8  | 8  | 8  | 8  | 8  | 8  | 7  | 7  | 8  | 7  | 10 | 9  | 10 | 10 | 8  | 10 | 10 | 12 | 9  | 13 | 12 | 9  | 12 | 12 | 12 | 12 |
| Sassuolo       | 20 | 10 | 12 | 12 | 12 | 13 | 11 | 8  | 9  | 9  | 9  | 11 | 13 | 12 | 15 | 16 | 16 | 17 | 17 | 16 | 15 | 15 | 15 | 15 | 13 | 13 | 12 | 12 | 12 | 10 | 13 | 11 | 13 | 13 | 13 | 13 | 13 | 13 |
| Empoli         | 15 | 13 | 14 | 14 | 15 | 16 | 14 | 15 | 14 | 10 | 12 | 14 | 14 | 14 | 13 | 13 | 13 | 12 | 9  | 10 | 12 | 12 | 12 | 13 | 14 | 14 | 14 | 14 | 14 | 14 | 15 | 15 | 15 | 14 | 14 | 14 | 14 | 14 |
| Salernitana    | 16 | 14 | 10 | 10 | 10 | 10 | 13 | 14 | 11 | 12 | 11 | 10 | 9  | 11 | 12 | 14 | 14 | 16 | 16 | 14 | 16 | 16 | 16 | 16 | 16 | 16 | 16 | 15 | 15 | 15 | 14 | 14 | 14 | 15 | 15 | 15 | 15 | 15 |
| Lecce          | 13 | 19 | 15 | 15 | 17 | 17 | 15 | 13 | 16 | 16 | 17 | 17 | 16 | 16 | 16 | 12 | 11 | 14 | 14 | 15 | 14 | 13 | 13 | 14 | 15 | 15 | 15 | 16 | 16 | 16 | 16 | 16 | 16 | 16 | 16 | 16 | 16 | 16 |
| Spezia         | 10 | 11 | 13 | 13 | 14 | 15 | 12 | 12 | 15 | 15 | 16 | 16 | 17 | 17 | 17 | 17 | 17 | 15 | 15 | 17 | 17 | 17 | 17 | 17 | 17 | 17 | 17 | 17 | 17 | 17 | 17 | 17 | 17 | 18 | 17 | 17 | 17 | 17 |
| Hellas Verona  | 19 | 17 | 17 | 17 | 13 | 14 | 17 | 18 | 18 | 18 | 19 | 19 | 20 | 20 | 20 | 20 | 18 | 18 | 18 | 18 | 18 | 18 | 18 | 18 | 18 | 18 | 18 | 18 | 18 | 18 | 18 | 18 | 18 | 17 | 18 | 18 | 18 | 18 |
| Cremonese      | 11 | 18 | 19 | 19 | 19 | 18 | 19 | 19 | 19 | 19 | 20 | 20 | 18 | 18 | 18 | 19 | 20 | 20 | 20 | 20 | 20 | 20 | 20 | 19 | 19 | 19 | 20 | 20 | 19 | 19 | 19 | 19 | 19 | 19 | 19 | 19 | 19 | 19 |
| Sampdoria      | 18 | 16 | 18 | 18 | 18 | 19 | 20 | 20 | 20 | 20 | 18 | 18 | 19 | 19 | 19 | 18 | 19 | 19 | 19 | 19 | 19 | 19 | 19 | 20 | 20 | 20 | 19 | 19 | 20 | 20 | 20 | 20 | 20 | 20 | 20 | 20 | 20 | 20 |

## Resultados
Los horarios corresponden al huso horario de Italia (Hora central europea): UTC+1 en horario estándar y UTC+2 en horario de verano

### Primera vuelta
| Milan         | 4 – 2 | Udinese   | San Siro               | 13 de agosto | 18:30 |
| Sampdoria     | 0 – 2 | Atalanta  | Luigi Ferraris         | 13 de agosto | 18:30 |
| Lecce         | 1 – 2 | Inter     | Via del Mare           | 13 de agosto | 20:45 |
| Monza         | 1 – 2 | Torino    | Brianteo               | 13 de agosto | 20:45 |
| Fiorentina    | 3 – 2 | Cremonese | Artemio Franchi        | 14 de agosto | 18:30 |
| Lazio         | 2 – 1 | Bologna   | Olímpico de Roma       | 14 de agosto | 18:30 |
| Salernitana   | 0 – 1 | Roma      | Arechi                 | 14 de agosto | 20:45 |
| Spezia        | 1 – 0 | Empoli    | Alberto Picco          | 14 de agosto | 20:45 |
| Hellas Verona | 2 – 5 | Napoli    | Marc'Antonio Bentegodi | 15 de agosto | 18:30 |
| Juventus      | 3 – 0 | Sassuolo  | Allianz Stadium        | 15 de agosto | 20:45 |

| Torino    | 0 – 0 | Lazio         | Olímpico de Turín                   | 20 de agosto | 18:30 |
| Udinese   | 0 – 0 | Salernitana   | Friuli                              | 20 de agosto | 18:30 |
| Inter     | 3 – 0 | Spezia        | Giuseppe Meazza                     | 20 de agosto | 20:45 |
| Sassuolo  | 1 – 0 | Lecce         | Mapei Stadium - Città del Tricolore | 20 de agosto | 20:45 |
| Empoli    | 0 – 0 | Fiorentina    | Carlo Castellani                    | 21 de agosto | 18:30 |
| Napoli    | 4 – 0 | Monza         | Diego Armando Maradona              | 21 de agosto | 18:30 |
| Atalanta  | 1 – 1 | Milan         | Gewiss Stadium                      | 21 de agosto | 20:45 |
| Bologna   | 1 – 1 | Hellas Verona | Renato Dall'Ara                     | 21 de agosto | 20:45 |
| Roma      | 1 – 0 | Cremonese     | Olímpico de Roma                    | 22 de agosto | 18:30 |
| Sampdoria | 0 – 0 | Juventus      | Luigi Ferraris                      | 22 de agosto | 20:45 |

| Monza         | 1 – 2 | Udinese   | Brianteo               | 26 de agosto | 18:30 |
| Lazio         | 3 – 1 | Inter     | Olímpico de Roma       | 26 de agosto | 20:45 |
| Cremonese     | 1 – 2 | Torino    | Comunale Giovanni Zini | 27 de agosto | 18:30 |
| Juventus      | 1 – 1 | Roma      | Allianz Stadium        | 27 de agosto | 18:30 |
| Milan         | 2 – 0 | Bologna   | San Siro               | 27 de agosto | 20:45 |
| Spezia        | 2 – 2 | Sassuolo  | Alberto Picco          | 27 de agosto | 20:45 |
| Hellas Verona | 0 – 1 | Atalanta  | Marc'Antonio Bentegodi | 28 de agosto | 18:30 |
| Salernitana   | 4 – 0 | Sampdoria | Arechi                 | 28 de agosto | 18:30 |
| Fiorentina    | 0 – 0 | Napoli    | Artemio Franchi        | 28 de agosto | 20:45 |
| Lecce         | 1 – 1 | Empoli    | Via del Mare           | 28 de agosto | 20:45 |

| Sassuolo  | 0 – 0 | Milan         | Mapei Stadium - Città del Tricolore | 30 de agosto    | 18:30 |
| Inter     | 3 – 1 | Cremonese     | Giuseppe Meazza                     | 30 de agosto    | 20:45 |
| Roma      | 3 – 0 | Monza         | Olímpico de Roma                    | 30 de agosto    | 20:45 |
| Empoli    | 1 – 1 | Hellas Verona | Carlo Castellani                    | 31 de agosto    | 18:30 |
| Sampdoria | 1 – 1 | Lazio         | Luigi Ferraris                      | 31 de agosto    | 18:30 |
| Udinese   | 1 – 0 | Fiorentina    | Friuli                              | 31 de agosto    | 18:30 |
| Juventus  | 2 – 0 | Spezia        | Allianz Stadium                     | 31 de agosto    | 20:45 |
| Napoli    | 1 – 1 | Lecce         | Diego Armando Maradona              | 31 de agosto    | 20:45 |
| Atalanta  | 3 – 1 | Torino        | Gewiss Stadium                      | 1 de septiembre | 20:45 |
| Bologna   | 1 – 1 | Salernitana   | Renato Dall'Ara                     | 1 de septiembre | 20:45 |

| Fiorentina    | 1 – 1 | Juventus  | Artemio Franchi        | 3 de septiembre | 15:00 |
| Milan         | 3 – 2 | Inter     | San Siro               | 3 de septiembre | 18:00 |
| Lazio         | 1 – 2 | Napoli    | Olímpico de Roma       | 3 de septiembre | 20:45 |
| Cremonese     | 0 – 0 | Sassuolo  | Comunale Giovanni Zini | 4 de septiembre | 12:30 |
| Spezia        | 2 – 2 | Bologna   | Alberto Picco          | 4 de septiembre | 15:00 |
| Hellas Verona | 2 – 1 | Sampdoria | Marc'Antonio Bentegodi | 4 de septiembre | 18:00 |
| Udinese       | 4 – 0 | Roma      | Friuli                 | 4 de septiembre | 20:45 |
| Monza         | 0 – 2 | Atalanta  | Brianteo               | 5 de septiembre | 18:30 |
| Salernitana   | 2 – 2 | Empoli    | Arechi                 | 5 de septiembre | 18:30 |
| Torino        | 1 – 0 | Lecce     | Olímpico de Turín      | 5 de septiembre | 20:45 |

| Napoli    | 1 – 0 | Spezia        | Diego Armando Maradona              | 10 de septiembre | 15:00 |
| Inter     | 1 – 0 | Torino        | Giuseppe Meazza                     | 10 de septiembre | 18:00 |
| Sampdoria | 1 – 2 | Milan         | Luigi Ferraris                      | 10 de septiembre | 20:45 |
| Atalanta  | 1 – 1 | Cremonese     | Gewiss Stadium                      | 11 de septiembre | 12:30 |
| Bologna   | 2 – 1 | Fiorentina    | Renato Dall'Ara                     | 11 de septiembre | 15:00 |
| Lecce     | 1 – 1 | Monza         | Via del Mare                        | 11 de septiembre | 15:00 |
| Sassuolo  | 1 – 3 | Udinese       | Mapei Stadium - Città del Tricolore | 11 de septiembre | 15:00 |
| Lazio     | 2 – 0 | Hellas Verona | Olímpico de Roma                    | 11 de septiembre | 18:00 |
| Juventus  | 2 – 2 | Salernitana   | Allianz Stadium                     | 11 de septiembre | 20:45 |
| Empoli    | 1 – 2 | Roma          | Carlo Castellani                    | 12 de septiembre | 20:45 |

| Salernitana | 1 – 2 | Lecce         | Arechi                 | 16 de septiembre | 20:45 |
| Bologna     | 0 – 1 | Empoli        | Renato Dall'Ara        | 17 de septiembre | 15:00 |
| Spezia      | 2 – 1 | Sampdoria     | Alberto Picco          | 17 de septiembre | 18:00 |
| Torino      | 0 – 1 | Sassuolo      | Olímpico de Turín      | 17 de septiembre | 20:45 |
| Udinese     | 3 – 1 | Inter         | Friuli                 | 18 de septiembre | 12:30 |
| Cremonese   | 0 – 4 | Lazio         | Comunale Giovanni Zini | 18 de septiembre | 15:00 |
| Fiorentina  | 2 – 0 | Hellas Verona | Artemio Franchi        | 18 de septiembre | 15:00 |
| Monza       | 1 – 0 | Juventus      | Brianteo               | 18 de septiembre | 15:00 |
| Roma        | 0 – 1 | Atalanta      | Olímpico de Roma       | 18 de septiembre | 18:00 |
| Milan       | 1 – 2 | Napoli        | San Siro               | 18 de septiembre | 20:45 |

| Napoli        | 3 – 1 | Torino      | Diego Armando Maradona              | 1 de octubre | 15:00 |
| Inter         | 1 – 2 | Roma        | Giuseppe Meazza                     | 1 de octubre | 18:00 |
| Empoli        | 1 – 3 | Milan       | Carlo Castellani                    | 1 de octubre | 20:45 |
| Lazio         | 4 – 0 | Spezia      | Olímpico de Roma                    | 2 de octubre | 12:30 |
| Lecce         | 1 – 1 | Cremonese   | Via del Mare                        | 2 de octubre | 15:00 |
| Sampdoria     | 0 – 3 | Monza       | Luigi Ferraris                      | 2 de octubre | 15:00 |
| Sassuolo      | 5 – 0 | Salernitana | Mapei Stadium - Città del Tricolore | 2 de octubre | 15:00 |
| Atalanta      | 1 – 0 | Fiorentina  | Gewiss Stadium                      | 2 de octubre | 18:00 |
| Juventus      | 3 – 0 | Bologna     | Allianz Stadium                     | 2 de octubre | 20:45 |
| Hellas Verona | 1 – 2 | Udinese     | Marc'Antonio Bentegodi              | 3 de octubre | 20:45 |

| Sassuolo    | 1 – 2 | Inter         | Mapei Stadium - Città del Tricolore | 8 de octubre  | 15:00 |
| Milan       | 2 – 0 | Juventus      | San Siro                            | 8 de octubre  | 18:00 |
| Bologna     | 1 – 1 | Sampdoria     | Renato Dall'Ara                     | 8 de octubre  | 20:45 |
| Torino      | 1 – 1 | Empoli        | Olímpico de Turín                   | 9 de octubre  | 12:30 |
| Monza       | 2 – 0 | Spezia        | Brianteo                            | 9 de octubre  | 15:00 |
| Salernitana | 2 – 1 | Hellas Verona | Arechi                              | 9 de octubre  | 15:00 |
| Udinese     | 2 – 2 | Atalanta      | Friuli                              | 9 de octubre  | 15:00 |
| Cremonese   | 1 – 4 | Napoli        | Comunale Giovanni Zini              | 9 de octubre  | 18:00 |
| Roma        | 2 – 1 | Lecce         | Olímpico de Roma                    | 9 de octubre  | 20:45 |
| Fiorentina  | 0 – 4 | Lazio         | Artemio Franchi                     | 10 de octubre | 20:45 |

| Empoli        | 1 – 0 | Monza       | Carlo Castellani       | 15 de octubre | 15:00 |
| Torino        | 0 – 1 | Juventus    | Olímpico de Turín      | 15 de octubre | 18:00 |
| Atalanta      | 2 – 1 | Sassuolo    | Gewiss Stadium         | 15 de octubre | 20:45 |
| Inter         | 2 – 0 | Salernitana | Giuseppe Meazza        | 16 de octubre | 12:30 |
| Lazio         | 0 – 0 | Udinese     | Olímpico de Roma       | 16 de octubre | 15:00 |
| Spezia        | 2 – 2 | Cremonese   | Alberto Picco          | 16 de octubre | 15:00 |
| Napoli        | 3 – 2 | Bologna     | Diego Armando Maradona | 16 de octubre | 18:00 |
| Hellas Verona | 1 – 2 | Milan       | Marc'Antonio Bentegodi | 16 de octubre | 20:45 |
| Sampdoria     | 0 – 1 | Roma        | Luigi Ferraris         | 17 de octubre | 18:30 |
| Lecce         | 1 – 1 | Fiorentina  | Via del Mare           | 17 de octubre | 20:45 |

| Juventus    | 4 – 0 | Empoli        | Allianz Stadium                     | 21 de octubre | 20:45 |
| Salernitana | 1 – 0 | Spezia        | Arechi                              | 22 de octubre | 15:00 |
| Milan       | 4 – 1 | Monza         | San Siro                            | 22 de octubre | 18:00 |
| Fiorentina  | 3 – 4 | Inter         | Artemio Franchi                     | 22 de octubre | 20:45 |
| Udinese     | 1 – 2 | Torino        | Friuli                              | 23 de octubre | 12:30 |
| Bologna     | 2 – 0 | Lecce         | Renato Dall'Ara                     | 23 de octubre | 15:00 |
| Atalanta    | 0 – 2 | Lazio         | Gewiss Stadium                      | 23 de octubre | 18:00 |
| Roma        | 0 – 1 | Napoli        | Olímpico de Roma                    | 23 de octubre | 20:45 |
| Cremonese   | 0 – 1 | Sampdoria     | Comunale Giovanni Zini              | 24 de octubre | 18:30 |
| Sassuolo    | 2 – 1 | Hellas Verona | Mapei Stadium - Città del Tricolore | 24 de octubre | 20:45 |

| Napoli        | 4 – 0 | Sassuolo    | Diego Armando Maradona | 29 de octubre | 15:00 |
| Lecce         | 0 – 1 | Juventus    | Via del Mare           | 29 de octubre | 18:00 |
| Inter         | 3 – 0 | Sampdoria   | Giuseppe Meazza        | 29 de octubre | 20:45 |
| Empoli        | 0 – 2 | Atalanta    | Carlo Castellani       | 30 de octubre | 12:30 |
| Cremonese     | 0 – 0 | Udinese     | Comunale Giovanni Zini | 30 de octubre | 15:00 |
| Spezia        | 1 – 2 | Fiorentina  | Alberto Picco          | 30 de octubre | 15:00 |
| Lazio         | 1 – 3 | Salernitana | Olímpico de Roma       | 30 de octubre | 18:00 |
| Torino        | 2 – 1 | Milan       | Olímpico de Turín      | 30 de octubre | 20:45 |
| Hellas Verona | 1 – 3 | Roma        | Marc'Antonio Bentegodi | 31 de octubre | 18:30 |
| Monza         | 1 – 2 | Bologna     | Brianteo               | 31 de octubre | 20:45 |

| Udinese     | 1 – 1 | Lecce         | Friuli           | 4 de noviembre | 20:45 |
| Empoli      | 1 – 0 | Sassuolo      | Carlo Castellani | 5 de noviembre | 15:00 |
| Salernitana | 2 – 2 | Cremonese     | Arechi           | 5 de noviembre | 15:00 |
| Atalanta    | 1 – 2 | Napoli        | Gewiss Stadium   | 5 de noviembre | 18:00 |
| Milan       | 2 – 1 | Spezia        | San Siro         | 5 de noviembre | 20:45 |
| Bologna     | 2 – 1 | Torino        | Renato Dall'Ara  | 6 de noviembre | 12:30 |
| Monza       | 2 – 0 | Hellas Verona | Brianteo         | 6 de noviembre | 15:00 |
| Sampdoria   | 0 – 2 | Fiorentina    | Luigi Ferraris   | 6 de noviembre | 15:00 |
| Roma        | 0 – 1 | Lazio         | Olímpico de Roma | 6 de noviembre | 18:00 |
| Juventus    | 2 – 0 | Inter         | Allianz Stadium  | 6 de noviembre | 20:45 |

| Napoli        | 2 – 0 | Empoli      | Diego Armando Maradona              | 8 de noviembre  | 18:30 |
| Spezia        | 1 – 1 | Udinese     | Alberto Picco                       | 8 de noviembre  | 18:30 |
| Cremonese     | 0 – 0 | Milan       | Comunale Giovanni Zini              | 8 de noviembre  | 20:45 |
| Lecce         | 2 – 1 | Atalanta    | Via del Mare                        | 9 de noviembre  | 18:30 |
| Sassuolo      | 1 – 1 | Roma        | Mapei Stadium - Città del Tricolore | 9 de noviembre  | 18:30 |
| Fiorentina    | 2 – 1 | Salernitana | Artemio Franchi                     | 9 de noviembre  | 20:45 |
| Inter         | 6 – 1 | Bologna     | Giuseppe Meazza                     | 9 de noviembre  | 20:45 |
| Torino        | 2 – 0 | Sampdoria   | Olímpico de Turín                   | 9 de noviembre  | 20:45 |
| Hellas Verona | 0 – 1 | Juventus    | Marc'Antonio Bentegodi              | 10 de noviembre | 18:30 |
| Lazio         | 1 – 0 | Monza       | Olímpico de Roma                    | 10 de noviembre | 20:45 |

| Empoli        | 2 – 0 | Cremonese   | Carlo Castellani       | 11 de noviembre | 20:45 |
| Napoli        | 3 – 2 | Udinese     | Diego Armando Maradona | 12 de noviembre | 15:00 |
| Sampdoria     | 0 – 2 | Lecce       | Luigi Ferraris         | 12 de noviembre | 18:00 |
| Bologna       | 3 – 0 | Sassuolo    | Renato Dall'Ara        | 12 de noviembre | 20:45 |
| Atalanta      | 2 – 3 | Inter       | Gewiss Stadium         | 13 de noviembre | 12:30 |
| Hellas Verona | 1 – 2 | Spezia      | Marc'Antonio Bentegodi | 13 de noviembre | 15:00 |
| Monza         | 3 – 0 | Salernitana | Brianteo               | 13 de noviembre | 15:00 |
| Roma          | 1 – 1 | Torino      | Olímpico de Roma       | 13 de noviembre | 15:00 |
| Milan         | 2 – 1 | Fiorentina  | San Siro               | 13 de noviembre | 18:00 |
| Juventus      | 3 – 0 | Lazio       | Allianz Stadium        | 13 de noviembre | 20:45 |

| Salernitana | 1 – 2 | Milan         | Arechi                              | 4 de enero | 12:30 |
| Sassuolo    | 1 – 2 | Sampdoria     | Mapei Stadium - Città del Tricolore | 4 de enero | 12:30 |
| Spezia      | 2 – 2 | Atalanta      | Alberto Picco                       | 4 de enero | 14:30 |
| Torino      | 1 – 1 | Hellas Verona | Olímpico de Turín                   | 4 de enero | 14:30 |
| Lecce       | 2 – 1 | Lazio         | Via del Mare                        | 4 de enero | 16:30 |
| Roma        | 1 – 0 | Bologna       | Olímpico de Roma                    | 4 de enero | 16:30 |
| Cremonese   | 0 – 1 | Juventus      | Comunale Giovanni Zini              | 4 de enero | 18:30 |
| Fiorentina  | 1 – 1 | Monza         | Artemio Franchi                     | 4 de enero | 18:30 |
| Inter       | 1 – 0 | Napoli        | Giuseppe Meazza                     | 4 de enero | 20:45 |
| Udinese     | 1 – 1 | Empoli        | Friuli                              | 4 de enero | 20:45 |

| Fiorentina    | 2 – 1 | Sassuolo  | Artemio Franchi        | 7 de enero | 15:00 |
| Juventus      | 1 – 0 | Udinese   | Allianz Stadium        | 7 de enero | 18:00 |
| Monza         | 2 – 2 | Inter     | Brianteo               | 7 de enero | 20:45 |
| Salernitana   | 1 – 1 | Torino    | Arechi                 | 8 de enero | 12:30 |
| Lazio         | 2 – 2 | Empoli    | Olímpico de Roma       | 8 de enero | 15:00 |
| Spezia        | 0 – 0 | Lecce     | Alberto Picco          | 8 de enero | 15:00 |
| Sampdoria     | 0 – 2 | Napoli    | Luigi Ferraris         | 8 de enero | 18:00 |
| Milan         | 2 – 2 | Roma      | San Siro               | 8 de enero | 20:45 |
| Hellas Verona | 2 – 0 | Cremonese | Marc'Antonio Bentegodi | 9 de enero | 18:30 |
| Bologna       | 1 – 2 | Atalanta  | Renato Dall'Ara        | 9 de enero | 20:45 |

| Napoli    | 5 – 1 | Juventus      | Diego Armando Maradona              | 13 de enero | 20:45 |
| Cremonese | 2 – 3 | Monza         | Comunale Giovanni Zini              | 14 de enero | 15:00 |
| Lecce     | 2 – 2 | Milan         | Via del Mare                        | 14 de enero | 18:00 |
| Inter     | 1 – 0 | Hellas Verona | Giuseppe Meazza                     | 14 de enero | 20:45 |
| Sassuolo  | 0 – 2 | Lazio         | Mapei Stadium - Città del Tricolore | 15 de enero | 12:30 |
| Torino    | 0 – 1 | Spezia        | Olímpico de Turín                   | 15 de enero | 15:00 |
| Udinese   | 1 – 2 | Bologna       | Friuli                              | 15 de enero | 15:00 |
| Atalanta  | 8 – 2 | Salernitana   | Gewiss Stadium                      | 15 de enero | 18:00 |
| Roma      | 2 – 0 | Fiorentina    | Olímpico de Roma                    | 15 de enero | 20:45 |
| Empoli    | 1 – 0 | Sampdoria     | Carlo Castellani                    | 16 de enero | 20:45 |

| Hellas Verona | 2 – 0 | Lecce     | Marc'Antonio Bentegodi | 21 de enero | 15:00 |
| Salernitana   | 0 – 2 | Napoli    | Arechi                 | 21 de enero | 18:00 |
| Fiorentina    | 0 – 1 | Torino    | Artemio Franchi        | 21 de enero | 20:45 |
| Sampdoria     | 0 – 1 | Udinese   | Luigi Ferraris         | 22 de enero | 12:30 |
| Monza         | 1 – 1 | Sassuolo  | Brianteo               | 22 de enero | 15:00 |
| Spezia        | 0 – 2 | Roma      | Alberto Picco          | 22 de enero | 18:00 |
| Juventus      | 3 – 3 | Atalanta  | Allianz Stadium        | 22 de enero | 20:45 |
| Bologna       | 1 – 1 | Cremonese | Renato Dall'Ara        | 23 de enero | 18:30 |
| Inter         | 0 – 1 | Empoli    | Giuseppe Meazza        | 23 de enero | 20:45 |
| Lazio         | 4 – 0 | Milan     | Olímpico de Roma       | 24 de enero | 20:45 |

### Segunda vuelta
| Bologna   | 2 – 0 | Spezia        | Renato Dall'Ara        | 27 de enero | 18:30 |
| Lecce     | 1 – 2 | Salernitana   | Via del Mare           | 27 de enero | 20:45 |
| Empoli    | 2 – 2 | Torino        | Carlo Castellani       | 28 de enero | 15:00 |
| Cremonese | 1 – 2 | Inter         | Comunale Giovanni Zini | 28 de enero | 18:00 |
| Atalanta  | 2 – 0 | Sampdoria     | Gewiss Stadium         | 28 de enero | 20:45 |
| Milan     | 2 – 5 | Sassuolo      | San Siro               | 29 de enero | 12:30 |
| Juventus  | 0 – 2 | Monza         | Allianz Stadium        | 29 de enero | 15:00 |
| Lazio     | 1 – 1 | Fiorentina    | Olímpico de Roma       | 29 de enero | 18:00 |
| Napoli    | 2 – 1 | Roma          | Diego Armando Maradona | 29 de enero | 20:45 |
| Udinese   | 1 – 1 | Hellas Verona | Friuli                 | 30 de enero | 20:45 |

| Cremonese     | 0 – 2 | Lecce     | Comunale Giovanni Zini              | 4 de febrero | 15:00 |
| Roma          | 2 – 0 | Empoli    | Olímpico de Roma                    | 4 de febrero | 18:00 |
| Sassuolo      | 1 – 0 | Atalanta  | Mapei Stadium - Città del Tricolore | 4 de febrero | 20:45 |
| Spezia        | 0 – 3 | Napoli    | Alberto Picco                       | 5 de febrero | 12:30 |
| Torino        | 1 – 0 | Udinese   | Olímpico de Turín                   | 5 de febrero | 15:00 |
| Fiorentina    | 1 – 2 | Bologna   | Artemio Franchi                     | 5 de febrero | 18:00 |
| Inter         | 1 – 0 | Milan     | Giuseppe Meazza                     | 5 de febrero | 20:45 |
| Hellas Verona | 1 – 1 | Lazio     | Marc'Antonio Bentegodi              | 6 de febrero | 18:30 |
| Monza         | 2 – 2 | Sampdoria | Brianteo                            | 6 de febrero | 20:45 |
| Salernitana   | 0 – 3 | Juventus  | Arechi                              | 7 de febrero | 20:45 |

| Milan         | 1 – 0 | Torino      | San Siro               | 10 de febrero | 20:45 |
| Empoli        | 2 – 2 | Spezia      | Carlo Castellani       | 11 de febrero | 15:00 |
| Lecce         | 1 – 1 | Roma        | Via del Mare           | 11 de febrero | 18:00 |
| Lazio         | 0 – 2 | Atalanta    | Olímpico de Roma       | 11 de febrero | 20:45 |
| Udinese       | 2 – 2 | Sassuolo    | Friuli                 | 12 de febrero | 12:30 |
| Bologna       | 0 – 1 | Monza       | Renato Dall'Ara        | 12 de febrero | 15:00 |
| Juventus      | 1 – 0 | Fiorentina  | Allianz Stadium        | 12 de febrero | 18:00 |
| Napoli        | 3 – 0 | Cremonese   | Diego Armando Maradona | 12 de febrero | 20:45 |
| Hellas Verona | 1 – 0 | Salernitana | Marc'Antonio Bentegodi | 13 de febrero | 18:30 |
| Sampdoria     | 0 – 0 | Inter       | Luigi Ferraris         | 13 de febrero | 20:45 |

| Sassuolo    | 0 – 2 | Napoli        | Mapei Stadium - Città del Tricolore | 17 de febrero | 20:45 |
| Sampdoria   | 1 – 2 | Bologna       | Luigi Ferraris                      | 18 de febrero | 15:00 |
| Monza       | 0 – 1 | Milan         | Brianteo                            | 18 de febrero | 18:00 |
| Inter       | 3 – 1 | Udinese       | Giuseppe Meazza                     | 18 de febrero | 20:45 |
| Atalanta    | 1 – 2 | Lecce         | Gewiss Stadium                      | 19 de febrero | 12:30 |
| Fiorentina  | 1 – 1 | Empoli        | Artemio Franchi                     | 19 de febrero | 15:00 |
| Salernitana | 0 – 2 | Lazio         | Arechi                              | 19 de febrero | 15:00 |
| Spezia      | 0 – 2 | Juventus      | Alberto Picco                       | 19 de febrero | 18:00 |
| Roma        | 1 – 0 | Hellas Verona | Olímpico de Roma                    | 19 de febrero | 20:45 |
| Torino      | 2 – 2 | Cremonese     | Olímpico de Turín                   | 20 de febrero | 20:45 |

| Empoli        | 0 – 2 | Napoli     | Carlo Castellani       | 25 de febrero | 18:00 |
| Lecce         | 0 – 1 | Sassuolo   | Via del Mare           | 25 de febrero | 20:45 |
| Bologna       | 1 – 0 | Inter      | Renato Dall'Ara        | 26 de febrero | 12:30 |
| Salernitana   | 3 – 0 | Monza      | Arechi                 | 26 de febrero | 15:00 |
| Udinese       | 2 – 2 | Spezia     | Friuli                 | 26 de febrero | 18:00 |
| Milan         | 2 – 0 | Atalanta   | San Siro               | 26 de febrero | 20:45 |
| Hellas Verona | 0 – 3 | Fiorentina | Marc'Antonio Bentegodi | 27 de febrero | 18:30 |
| Lazio         | 1 – 0 | Sampdoria  | Olímpico de Roma       | 27 de febrero | 20:45 |
| Cremonese     | 2 – 1 | Roma       | Comunale Giovanni Zini | 28 de febrero | 18:30 |
| Juventus      | 4 – 2 | Torino     | Allianz Stadium        | 28 de febrero | 20:45 |

| Napoli     | 0 – 1 | Lazio         | Diego Armando Maradona              | 3 de marzo | 20:45 |
| Monza      | 2 – 1 | Empoli        | Brianteo                            | 4 de marzo | 15:00 |
| Atalanta   | 0 – 0 | Udinese       | Gewiss Stadium                      | 4 de marzo | 18:00 |
| Fiorentina | 2 – 1 | Milan         | Artemio Franchi                     | 4 de marzo | 20:45 |
| Spezia     | 0 – 0 | Hellas Verona | Alberto Picco                       | 5 de marzo | 12:30 |
| Sampdoria  | 0 – 0 | Salernitana   | Luigi Ferraris                      | 5 de marzo | 15:00 |
| Inter      | 2 – 0 | Lecce         | Giuseppe Meazza                     | 5 de marzo | 18:00 |
| Roma       | 1 – 0 | Juventus      | Olímpico de Roma                    | 5 de marzo | 20:45 |
| Sassuolo   | 3 – 2 | Cremonese     | Mapei Stadium - Città del Tricolore | 6 de marzo | 18:30 |
| Torino     | 1 – 0 | Bologna       | Olímpico de Turín                   | 6 de marzo | 20:45 |

| Spezia        | 2 – 1 | Inter       | Alberto Picco          | 10 de marzo | 18:45 |
| Empoli        | 0 – 1 | Udinese     | Carlo Castellani       | 11 de marzo | 15:00 |
| Napoli        | 2 – 0 | Atalanta    | Diego Armando Maradona | 11 de marzo | 18:00 |
| Bologna       | 0 – 0 | Lazio       | Renato Dall'Ara        | 11 de marzo | 20:45 |
| Lecce         | 0 – 2 | Torino      | Via del Mare           | 12 de marzo | 12:30 |
| Cremonese     | 0 – 2 | Fiorentina  | Comunale Giovanni Zini | 12 de marzo | 15:00 |
| Hellas Verona | 1 – 1 | Monza       | Marc'Antonio Bentegodi | 12 de marzo | 15:00 |
| Roma          | 3 – 4 | Sassuolo    | Olímpico de Roma       | 12 de marzo | 18:00 |
| Juventus      | 4 – 2 | Sampdoria   | Allianz Stadium        | 12 de marzo | 20:45 |
| Milan         | 1 – 1 | Salernitana | San Siro               | 13 de marzo | 20:45 |

| Sassuolo    | 1 – 0 | Spezia        | Mapei Stadium - Città del Tricolore | 17 de marzo | 18:30 |
| Atalanta    | 2 – 1 | Empoli        | Gewiss Stadium                      | 17 de marzo | 20:45 |
| Monza       | 1 – 1 | Cremonese     | Brianteo                            | 18 de marzo | 15:00 |
| Salernitana | 2 – 2 | Bologna       | Arechi                              | 18 de marzo | 18:00 |
| Udinese     | 3 – 1 | Milan         | Friuli                              | 18 de marzo | 20:45 |
| Sampdoria   | 3 – 1 | Hellas Verona | Luigi Ferraris                      | 19 de marzo | 12:30 |
| Fiorentina  | 1 – 0 | Lecce         | Artemio Franchi                     | 19 de marzo | 15:00 |
| Torino      | 0 – 4 | Napoli        | Olímpico de Turín                   | 19 de marzo | 15:00 |
| Lazio       | 1 – 0 | Roma          | Olímpico de Roma                    | 19 de marzo | 18:00 |
| Inter       | 0 – 1 | Juventus      | Giuseppe Meazza                     | 19 de marzo | 20:45 |

| Cremonese | 1 – 3 | Atalanta      | Comunale Giovanni Zini              | 1 de abril | 15:00 |
| Inter     | 0 – 1 | Fiorentina    | Giuseppe Meazza                     | 1 de abril | 18:00 |
| Juventus  | 1 – 0 | Hellas Verona | Allianz Stadium                     | 1 de abril | 20:45 |
| Bologna   | 3 – 0 | Udinese       | Renato Dall'Ara                     | 2 de abril | 12:30 |
| Monza     | 0 – 2 | Lazio         | Brianteo                            | 2 de abril | 15:00 |
| Spezia    | 1 – 1 | Salernitana   | Alberto Picco                       | 2 de abril | 15:00 |
| Roma      | 3 – 0 | Sampdoria     | Olímpico de Roma                    | 2 de abril | 18:00 |
| Napoli    | 0 – 4 | Milan         | Diego Armando Maradona              | 2 de abril | 20:45 |
| Empoli    | 1 – 0 | Lecce         | Carlo Castellani                    | 3 de abril | 18:30 |
| Sassuolo  | 1 – 1 | Torino        | Mapei Stadium - Città del Tricolore | 3 de abril | 20:45 |

| Salernitana   | 1 – 1 | Inter     | Arechi                 | 7 de abril | 17:00 |
| Lecce         | 1 – 2 | Napoli    | Via del Mare           | 7 de abril | 19:00 |
| Milan         | 0 – 0 | Empoli    | San Siro               | 7 de abril | 21:00 |
| Udinese       | 2 – 2 | Monza     | Friuli                 | 8 de abril | 12:30 |
| Fiorentina    | 1 – 1 | Spezia    | Artemio Franchi        | 8 de abril | 14:30 |
| Atalanta      | 0 – 2 | Bologna   | Gewiss Stadium         | 8 de abril | 16:30 |
| Sampdoria     | 2 – 3 | Cremonese | Luigi Ferraris         | 8 de abril | 16:30 |
| Torino        | 0 – 1 | Roma      | Olímpico de Turín      | 8 de abril | 18:30 |
| Hellas Verona | 2 – 1 | Sassuolo  | Marc'Antonio Bentegodi | 8 de abril | 18:30 |
| Lazio         | 2 – 1 | Juventus  | Olímpico de Roma       | 8 de abril | 20:45 |

| Cremonese  | 1 – 0 | Empoli        | Comunale Giovanni Zini              | 14 de abril | 18:30 |
| Spezia     | 0 – 3 | Lazio         | Alberto Picco                       | 14 de abril | 20:45 |
| Bologna    | 1 – 1 | Milan         | Renato Dall'Ara                     | 15 de abril | 15:00 |
| Napoli     | 0 – 0 | Hellas Verona | Diego Armando Maradona              | 15 de abril | 18:00 |
| Inter      | 0 – 1 | Monza         | Giuseppe Meazza                     | 15 de abril | 20:45 |
| Lecce      | 1 – 1 | Sampdoria     | Via del Mare                        | 16 de abril | 12:30 |
| Torino     | 1 – 1 | Salernitana   | Olímpico de Turín                   | 16 de abril | 15:00 |
| Sassuolo   | 1 – 0 | Juventus      | Mapei Stadium - Città del Tricolore | 16 de abril | 18:00 |
| Roma       | 3 – 0 | Udinese       | Olímpico de Roma                    | 16 de abril | 20:45 |
| Fiorentina | 1 – 1 | Atalanta      | Artemio Franchi                     | 17 de abril | 20:45 |

| Hellas Verona | 2 – 1 | Bologna    | Marc'Antonio Bentegodi | 21 de abril | 20:45 |
| Salernitana   | 3 – 0 | Sassuolo   | Arechi                 | 22 de abril | 15:00 |
| Lazio         | 0 – 1 | Torino     | Olímpico de Roma       | 22 de abril | 18:00 |
| Sampdoria     | 1 – 1 | Spezia     | Luigi Ferraris         | 22 de abril | 20:45 |
| Empoli        | 0 – 3 | Inter      | Carlo Castellani       | 23 de abril | 12:30 |
| Monza         | 3 – 2 | Fiorentina | Brianteo               | 23 de abril | 15:00 |
| Udinese       | 3 – 0 | Cremonese  | Friuli                 | 23 de abril | 15:00 |
| Milan         | 2 – 0 | Lecce      | San Siro               | 23 de abril | 18:00 |
| Juventus      | 0 – 1 | Napoli     | Allianz Stadium        | 23 de abril | 20:45 |
| Atalanta      | 3 – 1 | Roma       | Gewiss Stadium         | 24 de abril | 20:45 |

| Lecce      | 1 – 0 | Udinese       | Via del Mare                        | 28 de abril | 18:30 |
| Spezia     | 0 – 2 | Monza         | Alberto Picco                       | 28 de abril | 20:45 |
| Roma       | 1 – 1 | Milan         | Olímpico de Roma                    | 29 de abril | 18:00 |
| Torino     | 1 – 2 | Atalanta      | Olímpico de Turín                   | 29 de abril | 20:45 |
| Inter      | 3 – 1 | Lazio         | Giuseppe Meazza                     | 30 de abril | 12:30 |
| Cremonese  | 1 – 1 | Hellas Verona | Comunale Giovanni Zini              | 30 de abril | 15:00 |
| Napoli     | 1 – 1 | Salernitana   | Diego Armando Maradona              | 30 de abril | 15:00 |
| Sassuolo   | 2 – 1 | Empoli        | Mapei Stadium - Città del Tricolore | 30 de abril | 15:00 |
| Fiorentina | 5 – 0 | Sampdoria     | Artemio Franchi                     | 30 de abril | 18:00 |
| Bologna    | 1 – 1 | Juventus      | Renato Dall'Ara                     | 30 de abril | 20:45 |

| Atalanta      | 3 – 2 | Spezia     | Gewiss Stadium         | 3 de mayo | 18:00 |
| Juventus      | 2 – 1 | Lecce      | Allianz Stadium        | 3 de mayo | 18:00 |
| Salernitana   | 3 – 3 | Fiorentina | Arechi                 | 3 de mayo | 18:00 |
| Sampdoria     | 0 – 2 | Torino     | Luigi Ferraris         | 3 de mayo | 18:00 |
| Lazio         | 2 – 0 | Sassuolo   | Olímpico de Roma       | 3 de mayo | 21:00 |
| Milan         | 1 – 1 | Cremonese  | San Siro               | 3 de mayo | 21:00 |
| Monza         | 1 – 1 | Roma       | Brianteo               | 3 de mayo | 21:00 |
| Hellas Verona | 0 – 6 | Inter      | Marc'Antonio Bentegodi | 3 de mayo | 21:00 |
| Empoli        | 3 – 1 | Bologna    | Carlo Castellani       | 4 de mayo | 20:45 |
| Udinese       | 1 – 1 | Napoli (C) | Friuli                 | 4 de mayo | 20:45 |

| Milan     | 2 – 0 | Lazio         | San Siro                            | 6 de mayo | 15:00 |
| Roma      | 0 – 2 | Inter         | Olímpico de Roma                    | 6 de mayo | 18:00 |
| Cremonese | 2 – 0 | Spezia        | Comunale Giovanni Zini              | 6 de mayo | 20:45 |
| Atalanta  | 0 – 2 | Juventus      | Gewiss Stadium                      | 7 de mayo | 12:30 |
| Torino    | 1 – 1 | Monza         | Olímpico de Turín                   | 7 de mayo | 15:00 |
| Napoli    | 1 – 0 | Fiorentina    | Diego Armando Maradona              | 7 de mayo | 18:00 |
| Lecce     | 0 – 1 | Hellas Verona | Via del Mare                        | 7 de mayo | 20:45 |
| Empoli    | 2 – 1 | Salernitana   | Carlo Castellani                    | 8 de mayo | 18:30 |
| Udinese   | 2 – 0 | Sampdoria     | Friuli                              | 8 de mayo | 18:30 |
| Sassuolo  | 1 – 1 | Bologna       | Mapei Stadium - Città del Tricolore | 8 de mayo | 20:45 |

| Lazio         | 2 – 2 | Lecce     | Olímpico de Roma       | 12 de mayo | 20:45 |
| Salernitana   | 1 – 0 | Atalanta  | Arechi                 | 13 de mayo | 15:00 |
| Spezia        | 2 – 0 | Milan     | Alberto Picco          | 13 de mayo | 18:00 |
| Inter         | 4 – 2 | Sassuolo  | Giuseppe Meazza        | 13 de mayo | 20:45 |
| Hellas Verona | 0 – 1 | Torino    | Marc'Antonio Bentegodi | 14 de mayo | 12:30 |
| Fiorentina    | 2 – 0 | Udinese   | Artemio Franchi        | 14 de mayo | 15:00 |
| Monza         | 2 – 0 | Napoli    | Brianteo               | 14 de mayo | 15:00 |
| Bologna       | 0 – 0 | Roma      | Renato Dall'Ara        | 14 de mayo | 18:00 |
| Juventus      | 2 – 0 | Cremonese | Allianz Stadium        | 14 de mayo | 20:45 |
| Sampdoria     | 1 – 1 | Empoli    | Luigi Ferraris         | 15 de mayo | 20:45 |

| Sassuolo  | 1 – 2 | Monza         | Mapei Stadium - Città del Tricolore | 19 de mayo | 20:45 |
| Cremonese | 1 – 5 | Bologna       | Comunale Giovanni Zini              | 20 de mayo | 15:00 |
| Atalanta  | 3 – 1 | Hellas Verona | Gewiss Stadium                      | 20 de mayo | 18:00 |
| Milan     | 5 – 1 | Sampdoria     | San Siro                            | 20 de mayo | 20:45 |
| Lecce     | 0 – 0 | Spezia        | Via del Mare                        | 21 de mayo | 12:30 |
| Torino    | 1 – 1 | Fiorentina    | Olímpico de Turín                   | 21 de mayo | 15:00 |
| Napoli    | 3 – 1 | Inter         | Diego Armando Maradona              | 21 de mayo | 18:00 |
| Udinese   | 0 – 1 | Lazio         | Friuli                              | 21 de mayo | 20:45 |
| Roma      | 2 – 2 | Salernitana   | Olímpico de Roma                    | 22 de mayo | 18:30 |
| Empoli    | 4 – 1 | Juventus      | Carlo Castellani                    | 22 de mayo | 20:45 |

| Sampdoria     | 2 – 2 | Sassuolo  | Luigi Ferraris         | 26 de mayo | 20:45 |
| Salernitana   | 3 – 2 | Udinese   | Arechi                 | 27 de mayo | 15:00 |
| Spezia        | 0 – 4 | Torino    | Alberto Picco          | 27 de mayo | 15:00 |
| Fiorentina    | 2 – 1 | Roma      | Artemio Franchi        | 27 de mayo | 18:00 |
| Inter         | 3 – 2 | Atalanta  | Giuseppe Meazza        | 27 de mayo | 20:45 |
| Hellas Verona | 1 – 1 | Empoli    | Marc'Antonio Bentegodi | 28 de mayo | 12:30 |
| Bologna       | 2 – 2 | Napoli    | Renato Dall'Ara        | 28 de mayo | 15:00 |
| Monza         | 0 – 1 | Lecce     | Brianteo               | 28 de mayo | 15:00 |
| Lazio         | 3 – 2 | Cremonese | Olímpico de Roma       | 28 de mayo | 18:00 |
| Juventus      | 0 – 1 | Milan     | Allianz Stadium        | 28 de mayo | 20:45 |

| Sassuolo  | 1 – 3 | Fiorentina    | Mapei Stadium - Città del Tricolore | 2 de junio | 20:30 |
| Torino    | 0 – 1 | Inter         | Olímpico de Turín                   | 3 de junio | 18:30 |
| Cremonese | 2 – 0 | Salernitana   | Comunale Giovanni Zini              | 3 de junio | 21:00 |
| Empoli    | 0 – 2 | Lazio         | Carlo Castellani                    | 3 de junio | 21:00 |
| Napoli    | 2 – 0 | Sampdoria     | Diego Armando Maradona              | 4 de junio | 18:30 |
| Atalanta  | 5 – 2 | Monza         | Gewiss Stadium                      | 4 de junio | 21:00 |
| Lecce     | 2 – 3 | Bologna       | Via del Mare                        | 4 de junio | 21:00 |
| Milan     | 3 – 1 | Hellas Verona | San Siro                            | 4 de junio | 21:00 |
| Roma      | 2 – 1 | Spezia        | Olímpico de Roma                    | 4 de junio | 21:00 |
| Udinese   | 0 – 1 | Juventus      | Friuli                              | 4 de junio | 21:00 |

### Tabla de resultados cruzados
| Local \ Visitante      | MIL | ROM | FIO | ATA | BOL | CRE | EMP | HEL | INT | JUV | LAZ | LEC | MON | NAP | SAM | SAL | SAS | SPE | TOR | UDI |
| ---------------------- | --- | --- | --- | --- | --- | --- | --- | --- | --- | --- | --- | --- | --- | --- | --- | --- | --- | --- | --- | --- |
| A. C. Milan            | —   | 2–2 | 2–1 | 2–0 | 2–0 | 1–1 | 0–0 | 3–1 | 3–2 | 2–0 | 2–0 | 2–0 | 4–1 | 1–2 | 5–1 | 1–1 | 2–5 | 2–1 | 1–0 | 4–2 |
| A. S. Roma             | 1–1 | —   | 2–0 | 0–1 | 1–0 | 1–0 | 2–0 | 1–0 | 0–2 | 1–0 | 0–1 | 2–1 | 3–0 | 0–1 | 3–0 | 2–2 | 3–4 | 2–1 | 1–1 | 3–0 |
| A. C. F. Fiorentina    | 2–1 | 2–1 | —   | 1–1 | 1–2 | 3–2 | 1–1 | 2–0 | 3–4 | 1–1 | 0–4 | 1–0 | 1–1 | 0–0 | 5–0 | 2–1 | 2–1 | 1–1 | 0–1 | 2–0 |
| Atalanta B. C.         | 1–1 | 3–1 | 1–0 | —   | 0–2 | 1–1 | 2–1 | 3–1 | 2–3 | 0–2 | 0–2 | 1–2 | 5–2 | 1–2 | 2–0 | 8–2 | 2–1 | 3–2 | 3–1 | 0–0 |
| Bologna F. C.          | 1–1 | 0–0 | 2–1 | 1–2 | —   | 1–1 | 0–1 | 1–1 | 1–0 | 1–1 | 0–0 | 2–0 | 0–1 | 2–2 | 1–1 | 1–1 | 3–0 | 2–0 | 2–1 | 3–0 |
| U. S. Cremonese        | 0–0 | 2–1 | 0–2 | 1–3 | 1–5 | —   | 1–0 | 1–1 | 1–2 | 0–1 | 0–4 | 0–2 | 2–3 | 1–4 | 0–1 | 2–0 | 0–0 | 2–0 | 1–2 | 0–0 |
| Empoli F. C.           | 1–3 | 1–2 | 0–0 | 0–2 | 3–1 | 2–0 | —   | 1–1 | 0–3 | 4–1 | 0–2 | 1–0 | 1–0 | 0–2 | 1–0 | 2–1 | 1–0 | 2–2 | 2–2 | 0–1 |
| Hellas Verona F. C.    | 1–2 | 1–3 | 0–3 | 0–1 | 2–1 | 2–0 | 1–1 | —   | 0–6 | 0–1 | 1–1 | 2–0 | 1–1 | 2–5 | 2–1 | 1–0 | 2–1 | 1–2 | 0–1 | 1–2 |
| Inter de Milán         | 1–0 | 1–2 | 0–1 | 3–2 | 6–1 | 3–1 | 0–1 | 1–0 | —   | 0–1 | 3–1 | 2–0 | 0–1 | 1–0 | 3–0 | 2–0 | 4–2 | 3–0 | 1–0 | 3–1 |
| Juventus F. C.         | 0–1 | 1–1 | 1–0 | 3–3 | 3–0 | 2–0 | 4–0 | 1–0 | 2–0 | —   | 3–0 | 2–1 | 0–2 | 0–1 | 4–2 | 2–2 | 3–0 | 2–0 | 4–2 | 1–0 |
| S. S. Lazio            | 4–0 | 1–0 | 1–1 | 0–2 | 2–1 | 3–2 | 2–2 | 2–0 | 3–1 | 2–1 | —   | 2–2 | 1–0 | 1–2 | 1–0 | 1–3 | 2–0 | 4–0 | 0–1 | 0–0 |
| U. S. Lecce            | 2–2 | 1–1 | 1–1 | 2–1 | 2–3 | 1–1 | 1–1 | 0–1 | 1–2 | 0–1 | 2–1 | —   | 1–1 | 1–2 | 1–1 | 1–2 | 0–1 | 0–0 | 0–2 | 1–0 |
| A. C. Monza            | 0–1 | 1–1 | 3–2 | 0–2 | 1–2 | 1–1 | 2–1 | 2–0 | 2–2 | 1–0 | 0–2 | 0–1 | —   | 2–0 | 2–2 | 3–0 | 1–1 | 2–0 | 1–2 | 1–2 |
| S. S. C. Napoli        | 0–4 | 2–1 | 1–0 | 2–0 | 3–2 | 3–0 | 2–0 | 0–0 | 3–1 | 5–1 | 0–1 | 1–1 | 4–0 | —   | 2–0 | 1–1 | 4–0 | 1–0 | 3–1 | 3–2 |
| U. C. Sampdoria        | 1–2 | 0–1 | 0–2 | 0–2 | 1–2 | 2–3 | 1–1 | 3–1 | 0–0 | 0–0 | 1–1 | 0–2 | 0–3 | 0–2 | —   | 0–0 | 2–2 | 1–1 | 0–2 | 0–1 |
| U. S. Salernitana 1919 | 1–2 | 0–1 | 3–3 | 1–0 | 2–2 | 2–2 | 2–2 | 2–1 | 1–1 | 0–3 | 0–2 | 1–2 | 3–0 | 0–2 | 4–0 | —   | 3–0 | 1–0 | 1–1 | 3–2 |
| U. S. Sassuolo         | 0–0 | 1–1 | 1–3 | 1–0 | 1–1 | 3–2 | 2–1 | 2–1 | 1–2 | 1–0 | 0–2 | 1–0 | 1–2 | 0–2 | 1–2 | 5–0 | —   | 1–0 | 1–1 | 1–3 |
| Spezia Calcio          | 2–0 | 0–2 | 1–2 | 2–2 | 2–2 | 2–2 | 1–0 | 0–0 | 2–1 | 0–2 | 0–3 | 0–0 | 0–2 | 0–3 | 2–1 | 1–1 | 2–2 | —   | 0–4 | 1–1 |
| Torino F. C.           | 2–1 | 0–1 | 1–1 | 1–2 | 1–0 | 2–2 | 1–1 | 1–1 | 0–1 | 0–1 | 0–0 | 1–0 | 1–1 | 0–4 | 2–0 | 1–1 | 0–1 | 0–1 | —   | 1–0 |
| Udinese Calcio         | 3–1 | 4–0 | 1–0 | 2–2 | 1–2 | 3–0 | 1–1 | 1–1 | 3–1 | 0–1 | 0–1 | 1–1 | 2–2 | 1–1 | 2–0 | 0–0 | 2–2 | 2–2 | 1–2 | —   |

## Desempate por el tercer descenso
El horario corresponde al huso horario de Italia (UTC+2) en horario de verano.
| 11 de junio de 2023                                                                        | Spezia     | 1:3 (1:3) | Hellas Verona                | MAPEI Stadium - Città del Tricolore, Sassuolo |                            |
| 20:45                                                                                      | Ampadu 15' | Reporte   | Faraoni 5' · Ngonge 26', 38' | Árbitro(s): Daniele Orsato                    | Árbitro(s): Daniele Orsato |
| Hellas Verona se mantiene en la primera categoría, mientras Spezia desciende a la Serie B. |            |           |                              |                                               |                            |

## Datos y estadísticas

### Récords
- Primer gol de la temporada: Anotado por Rodrigo Becão, para el Udinese contra el AC Milan (13 de agosto de 2022)
- Último gol de la temporada: Anotado por Cyril Ngonge, para el Hellas Verona contra el Spezia (11 de junio de 2023)
- Gol más rápido: Anotado al minuto por Cyriel Dessers, para el Cremonese contra el Spezia (16 de octubre de 2022). Reporte
- Gol más cercano al final del encuentro: Anotado a los 90+8 minutos por Matteo Pessina, para el Monza contra la Sampdoria (6 de febrero de 2023). Reporte
- Mayor número de goles marcados en un partido: 10 goles, en el Atalanta 8 - 2 Salernitana (15 de enero de 2023).
- Partido con más espectadores: 75.584, en el Inter vs. AC Milan (5 de febrero de 2023).
- Partido con menos espectadores: 3.804, en el Hellas Verona vs. Cremonese (9 de enero de 2023).
- Mayor victoria local: Atalanta 8 - 2 Salernitana (15 de enero de 2023).
- Mayor victoria visitante: Cremonese 0 - 4 Lazio (18 de septiembre de 2022), Fiorentina 0 - 4 Lazio (10 de octubre de 2022).

### Máximos goleadores
Actualizado el 4 de junio de 2023.
| Pos. | Jugador               | Equipo            | Goles |
| ---- | --------------------- | ----------------- | ----- |
| 1    | Victor Osimhen        | S. S. C. Napoli   | 26    |
| 2    | Lautaro Martínez      | Inter             | 21    |
| 3    | Boulaye Dia           | U. S. Salernitana | 16    |
| 4    | Rafael Leão           | A. C. Milan       | 15    |
| 5    | Olivier Giroud        | A. C. Milan       | 13    |
| 6    | M'Bala Nzola          | Spezia            | 13    |
| 7    | Ademola Lookman       | Atalanta B. C.    | 13    |
| 8    | Domenico Berardi      | U. S. Sassuolo    | 12    |
| 9    | Paulo Dybala          | A. S. Roma        | 12    |
| 10   | Ciro Immobile         | S. S. Lazio       | 12    |
| 11   | Khvicha Kvaratskhelia | S. S. C. Napoli   | 12    |
| 12   | Antonio Sanabria      | Torino F. C.      | 12    |

### Máximos asistentes
| Pos. | Jugador                 | Equipo          | Asistencias |
| ---- | ----------------------- | --------------- | ----------- |
| 1    | Khvicha Kvaratskhelia   | S. S. C. Napoli | 10          |
| 2    | Musa Barrow             | Bologna F. C.   | 8           |
| 3    | Sergej Milinković-Savić | S. S. Lazio     | 8           |
| 4    | Filip Kostić            | Juventus F. C.  | 8           |
| 5    | Rafael Leão             | A. C. Milan     | 8           |
| 6    | Piotr Zieliński         | S. S. C. Napoli | 8           |

#### Tripletes o pókers
Aquí se encuentra la lista de tripletes y póker de goles (en general, tres o más goles marcados por un jugador en un mismo encuentro) conseguidos en la temporada.
| Fecha      | Jugador          | Goles                                 | Local       | Resultado | Visitante  | Jornada    |
| ---------- | ---------------- | ------------------------------------- | ----------- | --------- | ---------- | ---------- |
| 01/9/2022  | Teun Koopmeiners | 45+4' (penalti) · 47' · 84' (penalti) | Atalanta    | 3 – 1     | Torino     | Jornada 4  |
| 29/10/2022 | Victor Osimhen   | 4' · 19' · 77'                        | Napoli      | 4 – 0     | Sassuolo   | Jornada 12 |
| 3/5/2023   | Boulaye Dia      | 10' · 59' · 81' (penalti)             | Salernitana | 3 – 3     | Fiorentina | Jornada 33 |
| 20/5/2023  | Olivier Giroud   | 23' · 29' (penalti) · 68'             | Milan       | 5 – 1     | Sampdoria  | Jornada 36 |
| 04/6/2023  | Teun Koopmeiners | 12' · 45+1' · 79                      | Atalanta    | 5 – 2     | Monza      | Jornada 38 |

## Premios

### Mejor jugador del mes
| Mes        | Jugador               | Equipo          | Ref.   |
| ---------- | --------------------- | --------------- | ------ |
| Agosto     | Khvicha Kvaratskhelia | S. S. C. Napoli | [ 39 ] |
| Septiembre | Kim Min-jae           | S. S. C. Napoli | [ 40 ] |
| Octubre    | Rafael Leão           | A. C. Milan     | [ 41 ] |
| Noviembre  | Moise Kean            | Juventus F. C.  | [ 42 ] |
| Enero      | Victor Osimhen        | S. S. C. Napoli | [ 43 ] |
| Febrero    | Khvicha Kvaratskhelia | S. S. C. Napoli | [ 44 ] |
| Marzo      | Khvicha Kvaratskhelia | S. S. C. Napoli | [ 45 ] |
| Abril      | Rafael Leão           | A. C. Milan     | [ 46 ] |

### Mejor gol del mes
| Mes        | Jugador               | Equipo              | Ref.   |
| ---------- | --------------------- | ------------------- | ------ |
| Agosto     | Lorenzo Colombo       | U. S. Lecce         | [ 47 ] |
| Septiembre | Rafael Leão           | A. C. Milan         | [ 48 ] |
| Octubre    | Brahim Díaz           | A. C. Milan         | [ 49 ] |
| Noviembre  | Lewis Ferguson        | Bologna F. C.       | [ 50 ] |
| Enero      | Victor Osimhen        | S. S. C. Napoli     | [ 51 ] |
| Febrero    | Cristiano Biraghi     | A. C. F. Fiorentina | [ 52 ] |
| Marzo      | Khvicha Kvaratskhelia | S. S. C. Napoli     | [ 53 ] |
| Abril      | Alexis Saelemaekers   | A. C. Milan         | [ 54 ] |

### Mejor Entrenador del mes
| Mes        | Entrenador           | Equipo          | Ref.   |
| ---------- | -------------------- | --------------- | ------ |
| Agosto     | José Mourinho        | A. S. Roma      | [ 55 ] |
| Septiembre | Andrea Sottil        | Udinese         | [ 56 ] |
| Octubre    | Luciano Spalletti    | S. S. C. Napoli | [ 57 ] |
| Noviembre  | Massimiliano Allegri | Juventus F. C.  | [ 58 ] |
| Enero      | Luciano Spalletti    | S. S. C. Napoli | [ 59 ] |
| Febrero    | Thiago Motta         | Bologna F. C.   | [ 60 ] |
| Marzo      | Maurizio Sarri       | S. S. Lazio     | [ 61 ] |
| Abril      | Raffaele Palladino   | A. C. Monza     | [ 62 ] |